# Maurice Grün

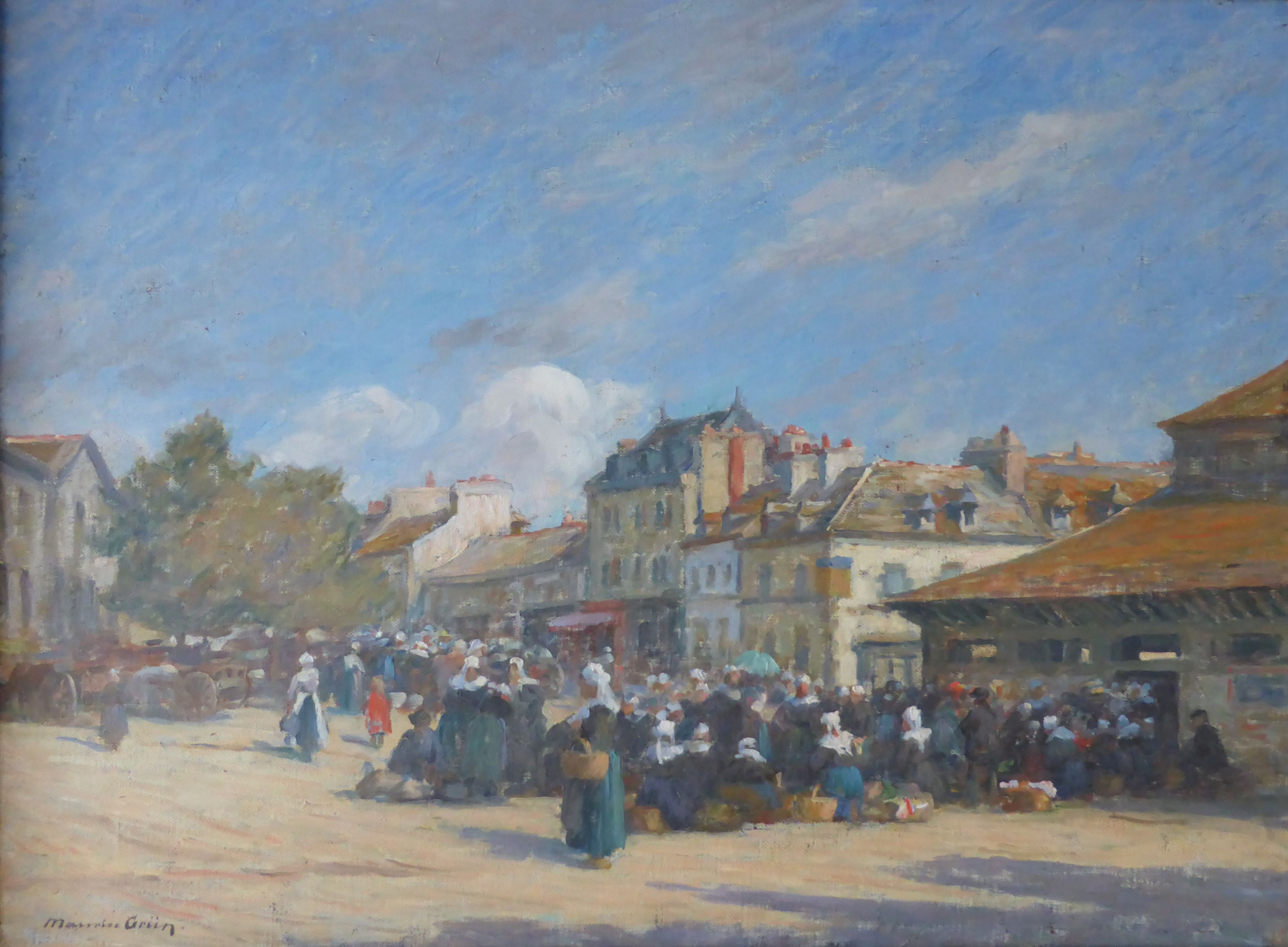
Marché à Concarneau (<1908), collection privée.

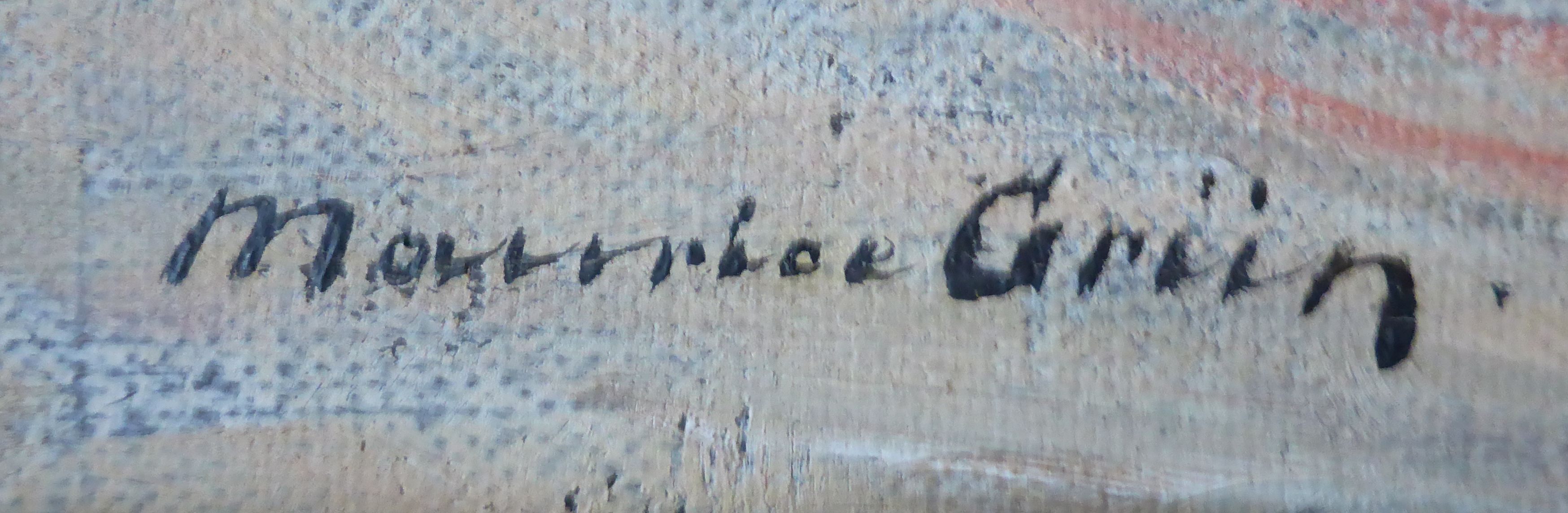
Signature Maurice Grün (<1908).

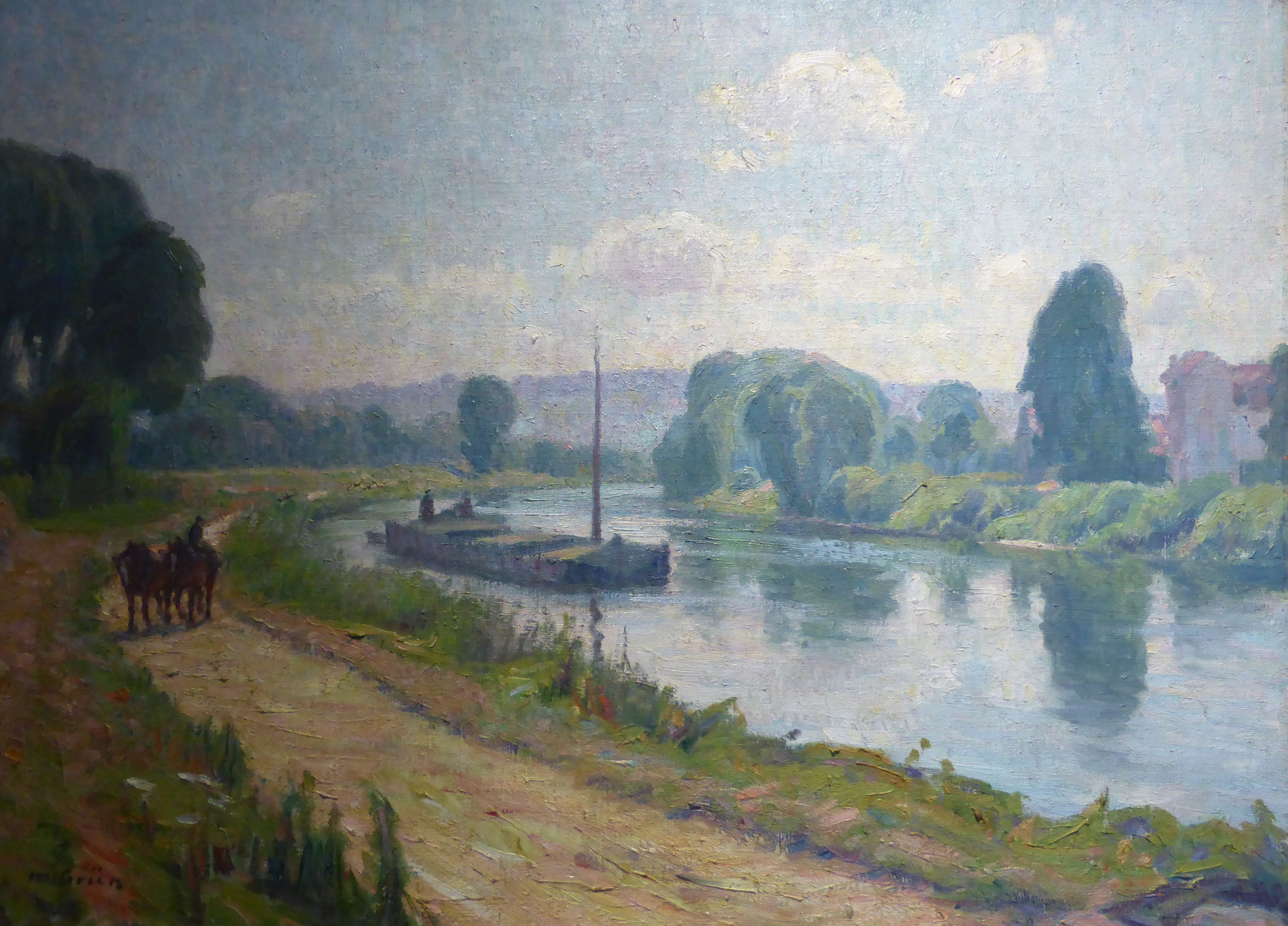
Canal en Bretagne, collection privée.

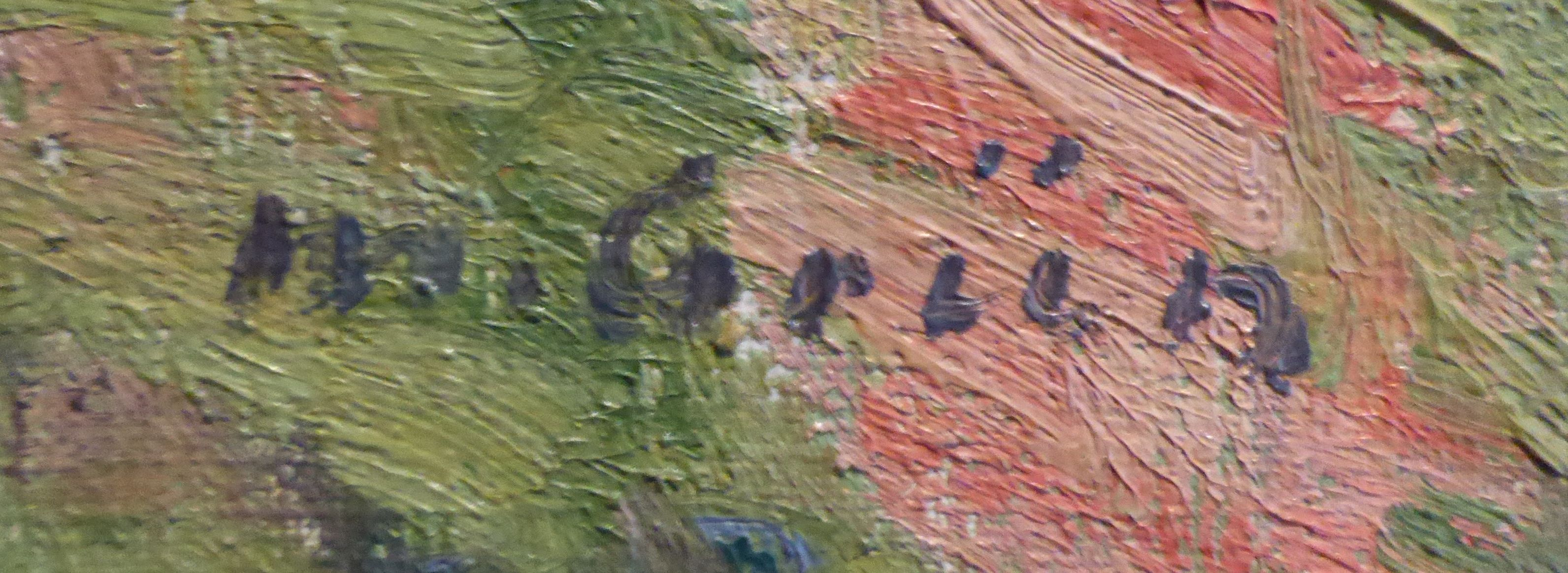
Signature Maurice Grün.

Intérieur Breton (<1906), Musée d'art et d'histoire d'Avranches.

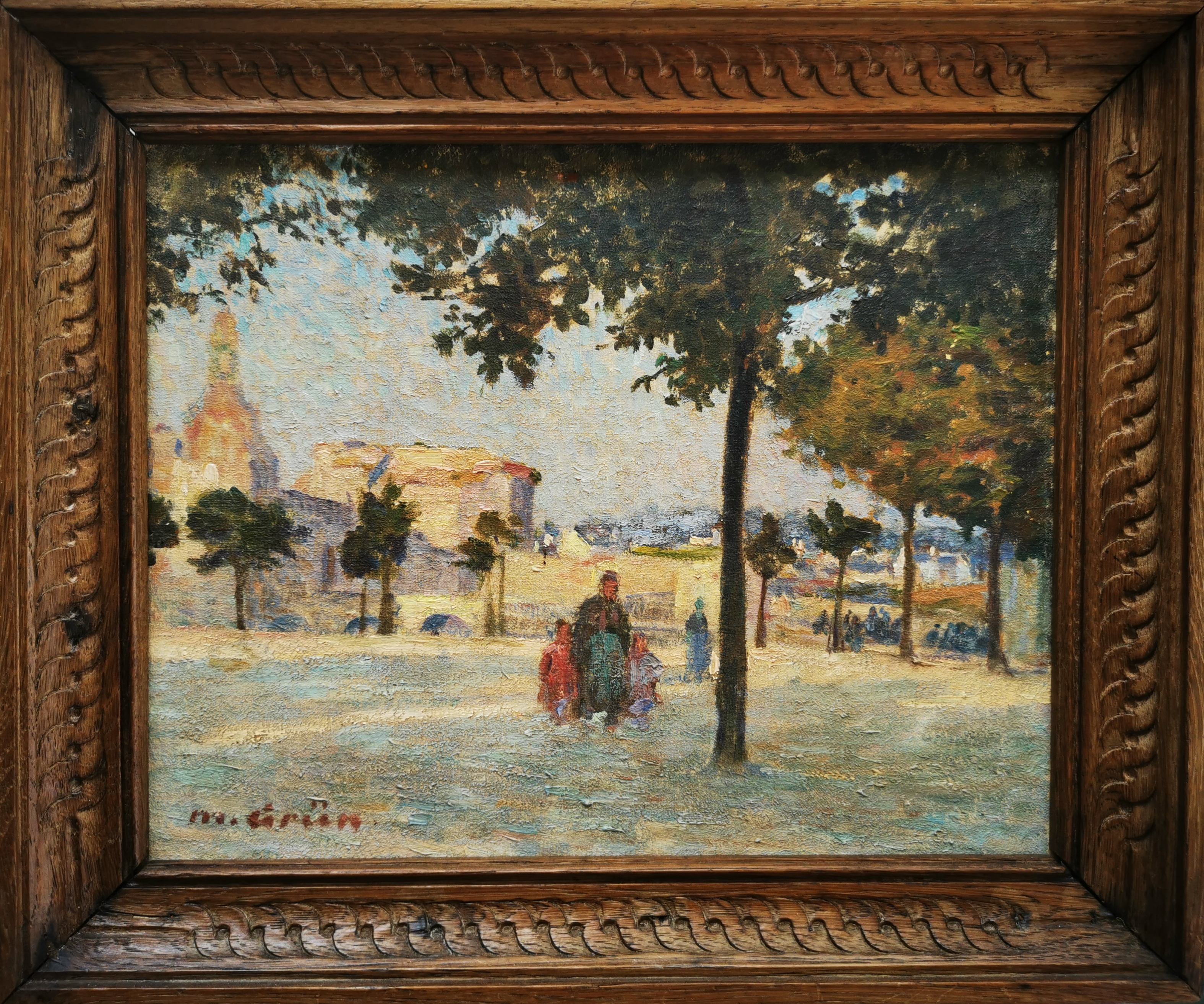
Concarneau, entrée de la Ville close, collection privée.

Maurice Grün est né à Réval, Empire russe (actuellement Tallinn, République d'Estonie) le 7 février 1870 et mort à Saint-Cloud le 20 janvier 1947. Il est un peintre russe, naturalisé français le 15 juin 1910,,,.

## Biographie
Élève de Jules Lefebvre, Benjamin-Constant et Tony Robert-Fleury à l'Académie Julian, Paris, de 1890 à 1893.
- 1893, voyage aux États-Unis puis au Brésil.
- 1893-1896, fondation de l'Escola de Belas Artes de Salvador de Bahia, Brésil, où il enseigne comme le sculpteur français Joseph Gabriel Sentis de Villemur[7].
- 1896-1898, vit à Paris.
- 1898-1900, vit à Londres[8].
- 1900-1906 (?), vit à Concarneau.
- 1906 (?) - 1914 (?) vit à Paris.
- 1914 (?) - 1919 (?) vit à Concarneau.
- 1919 (?) - 1947, vit à Paris.

## Expositions
- 1906, Salon des artistes français, Paris, Une dame gaie, Port de pêche, Intérieur breton (achat par le sous-secrétariat des beaux-arts pour l'État), figure de jeune homme.
- 1907, Salon des artistes français, Paris.
- 1907, Salon des artistes indépendants, Paris, Intérieur breton.
- 1907, Exposition de thèmes bretons à la Maison des Arts, Paris.
- 1908, Exposition de paysages de Bretagne, du 5 au 26 décembre, Galerie de la sculpture de collections, 416 rue Saint-Honoré, Paris, paysages de Bretagne, Arrivée des bateaux sardiniers, Ménagère, Quai de Concarneau, Place d'Armes, Marché à Concarneau, Le soir près du quai, Les remparts, Jeune couturière bretonne, Tourelle à Concarneau...
- 1909, Salon des artistes français, Paris
- 1910, Salon des artistes français, Paris, Intérieur d'église bretonne.
- 1910, devient Sociétaire des artistes français.
- 1911, Exposition des Beaux-Arts de Monte-Carlo, Monte-Carlo, Portrait de Madame Fernand Depas.
- 1911, Exposition de la Société nantaise des amis des arts (Galeries Préaubert), Nantes,
- 1911, Salon des artistes français, Paris, Tricoteuse, Intérieurs bretons.
- 1912, Exposition des Beaux-Arts de Monte-Carlo, Monte-Carlo.
- 1912, Exposition d'atelier, rue du Faubourg-du-Temple, Paris (retour de séjour à Concarneau), L'Heure du repos, Tisserand, Lettre de l'Absent et marines.
- 1912, Salon des artistes français, Paris, Intérieur breton, L'Heure du repos et nature morte.
- 1913, Exposition de la Société nantaise des amis des arts (Galeries Préaubert), Nantes,
- 1913, Salon des artistes français, Paris, Portrait de Madame Jules Adler, portraits au pastel, Repasseuse.913, Exposition de la Comédie humaine, Paris, Gardiens de la Paix.
- 1914, Salon des artistes français, Paris, Intérieur breton, petite bretonne dans sa chaumière, artisan et sa femme.
- 1919, Salon des artistes français fusionné aux autres sociétés artistiques, Paris.
- 1920, Salon des artistes français, Paris, tranches de la vie bretonne.
- 1920, Exposition Galeries Georges Petit, intérieurs bretons, conversations à la fenêtre, vieilles ridées, Benedicite...
- 1921, Exposition Faubourg Saint-Antoine 113, Paris.
- 1922, Salon des artistes français, Paris, Intérieur breton.
- 1922, Exposition Galerie Hodebert, 134, faubourg Saint-Honoré, Paris, 40 études de Bretagne, Les Fiancés.
- 1923, Salon des Amis des Arts, Brest.
- 1924, Salon des artistes français, Paris, Hostellerie de l'Ecu de France.
- 1925-1927, Salon des artistes français.
- 1928, Exposition d'atelier, Paris.
- 1928-1930, Salon des artistes français.
- 1931, Salon des artistes français, Paris, Rentrée nocturne.
- 1932-1933, Salon des artistes français.
- 1934, Exposition du Groupe artistique, St-Nazaire, intérieurs bretons.
- 1934, Salon des artistes français, Paris, Troupeau de moutons au clair de lune.
- 1935 mars, Hôtel Drouot, exposition et vente d'une centaine de tableaux (atelier).
- 1935-1939, Salon des artistes français.

## Distinctions et primes
- 1911, Médaille de 3e classe, Salon des artistes français.
- 1913, Officier de l'instruction publique[9] par le Ministre de l'Instruction publique et des Beaux-arts Théodore Steeg.
- 1921, Prime d'encouragement, Conseil municipal de Paris.
- 1922, Prime d'encouragement, Conseil municipal de Paris.

## Œuvres dans des collections publiques
- Musée d'Art et d'Histoire d'Avranches, Intérieur breton (1906), dépôt de l'État en 1907 (transfert de propriété au Musée en 2007), un des rares tableaux rescapés de la destruction des collections en 1944[10],[11]
- Musée d'Arts de Nantes, Intérieur d'Église Bretonne (1909), don de Maurice Grün en 1912.
- Musée des Beaux-Arts de Vannes, Jeune femme cousant près d'une porte donnant sur le jardin  (1911), don du Baron Edmond de Rothschild en 1913[12].
- Musée du Faouët, Morbihan, Portrait de Charles Rivière.

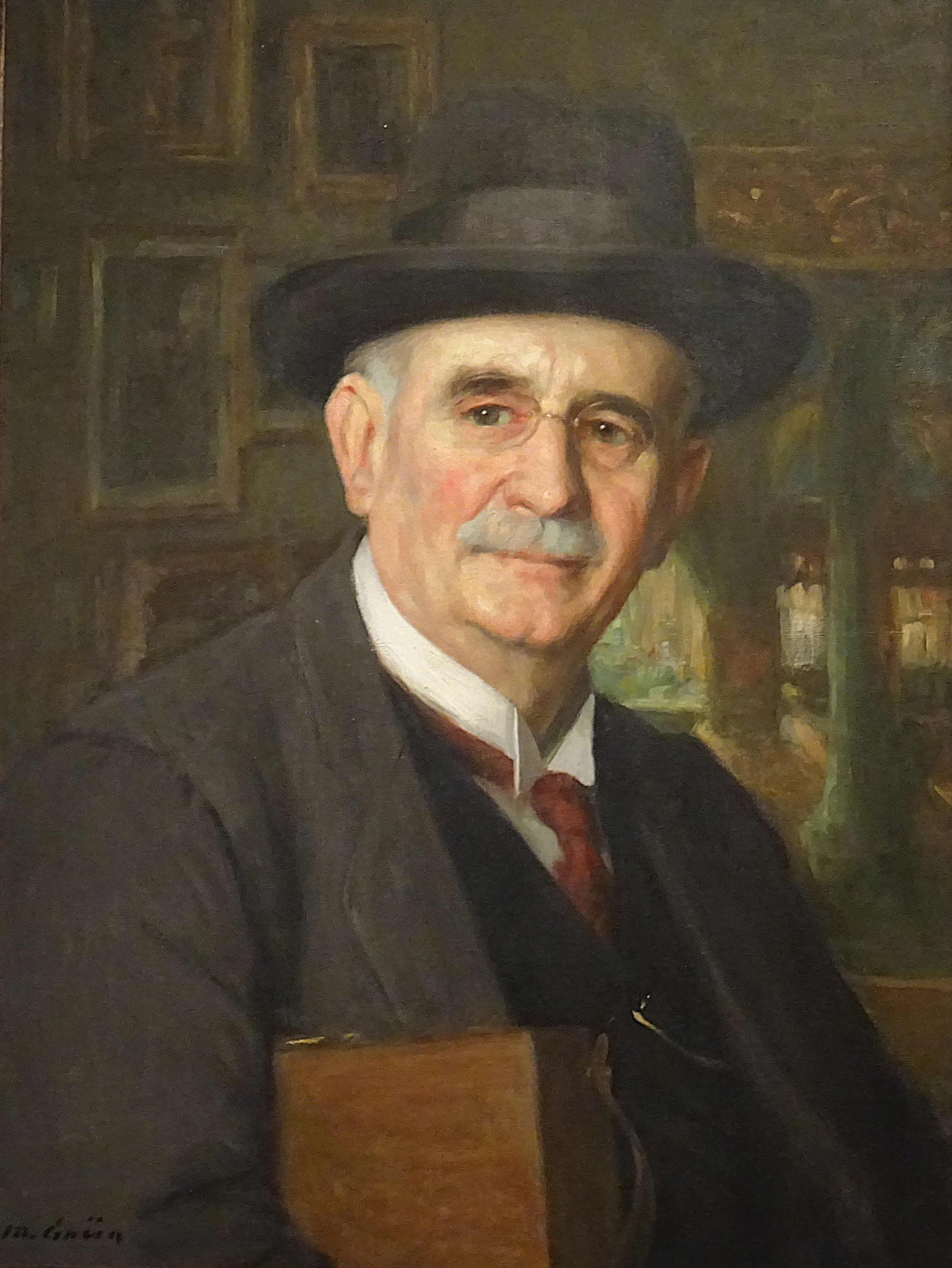
Maurice Grün ː Portrait de Charles Rivière (première moitié du XXe siècle, Musée du Faouët).

## Vie privée
Fils de Jacob Grün et de Recha Hirchberg son épouse.
Frère cadet du peintre et médailleur Samuel Grün.
Épouse Mathilde Yvonne Caudan (11 septembre 1877 à Concarneau - 31 janvier 1960 à Louveciennes) en 1901 à Paddington.
Père de :
- Hélène Grün Kéléty, épouse du sculpteur hongrois Alexandre Kéléty,
- Yvonne Grün épouse Lampetaz,
- Lise Grün épouse Lefebvre,
- et d'un fils Léo Grün.